# 플로팅 포인츠

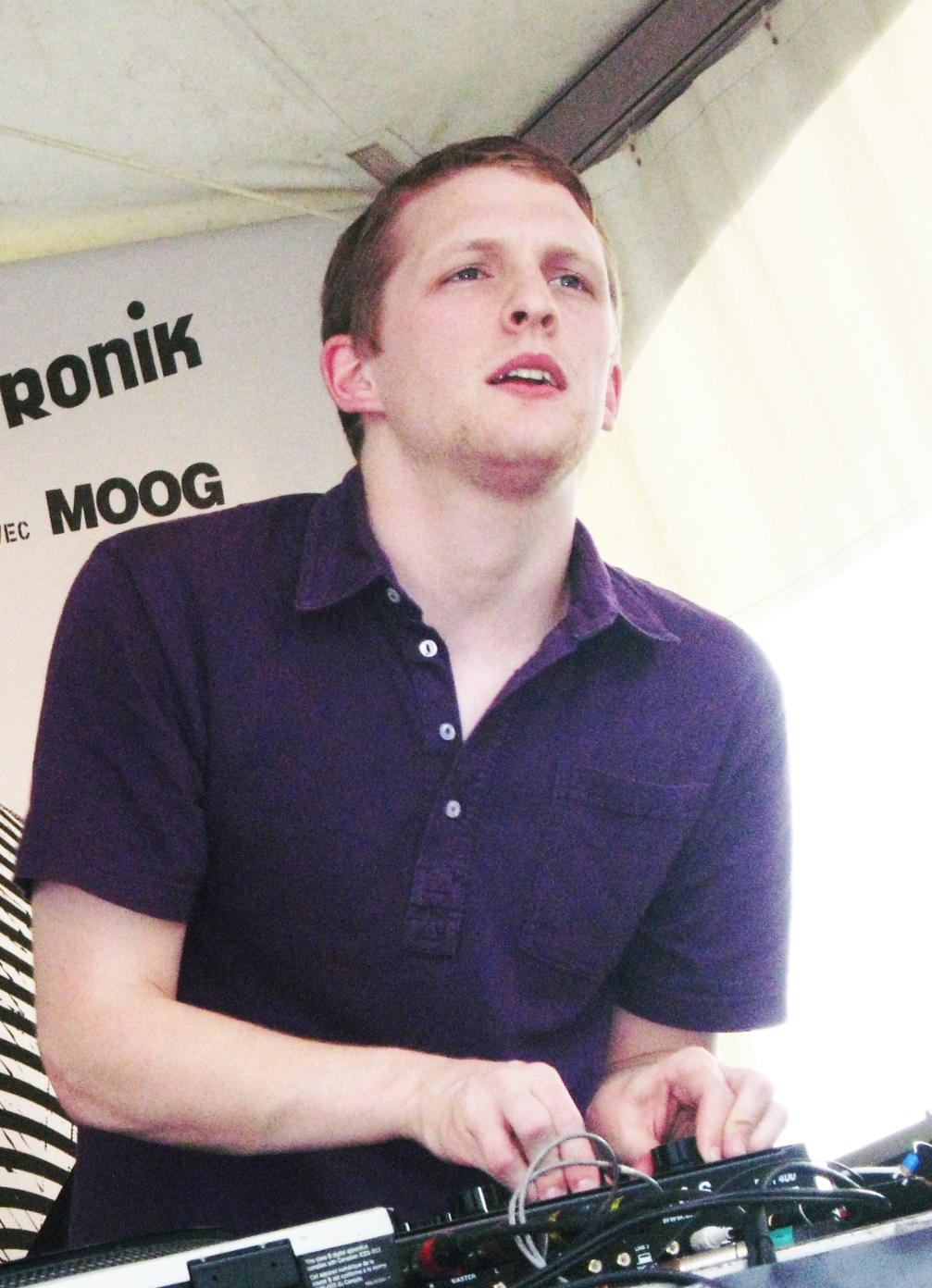
2011년의 모습

샘 셰퍼드(영어: Sam Shepherd)는 플로팅 포인츠(영어: Floating Points)라는 이름으로 활동하는 영국의 전자 음악 프로듀서, DJ 겸 음악가이다. 플루토 레코드의 설립자이자 이글로 레코드의 공동 설립자이며, 또한 16인조 그룹인 플로팅 포인츠 앙상블의 리더이기도 하다.

## 생애
잉글랜드의 맨체스터 출신인 셰퍼드는 체텀즈 음악 학교에서 피아노를 공부한 후 유니버시티 칼리지 런던에서 후성유전학 및 신경과학 박사 학위를 수료하였다. 2000년대 후부터는 런던의 클럽인 플라스틱 피플에서 DJ로 일했다.
셰퍼드는 클로드 드뷔시, 올리비에 메시앙 및 빌 에번스로부터 영향을 받았다. 플로팅 포인츠라는 이름은 2008년부터 사용하기 시작했으며, 2017년에는 디 엑스엑스와 함께 투어를 했다. 2019년과 2020년 사이에는 재즈 색소폰 연주자 파로아 샌더스 및 런던 교향악단과 협업하여 음반 《Promises》를 2021년 3월에 발매하여 평론가들로부터 찬사를 받았다. 이는 20년 가까이 만에 낸 샌더스의 주요한 새 음반이었다.
일본계 미국인 음악가 우타다 히카루의 음반 《Bad Mode》에서 프로듀서로 참여해 〈BAD MODE〉, 〈Kibunja Naino (Not In The Mood)〉, 〈Somewhere Near Marseilles〉를 함께 작업했다.

## 플로팅 포인츠 앙상블
셰퍼드는 이전에 플로팅 포인츠 앙상블이라는 16인조 라이브 그룹을 결성하였다. 앙상블은 "최우수 BBC 라디오 1 메이다 베일 세션" 상을 수상했다.

## 디스코그래피

### 정규 음반
- Elaenia (2015)[12]
- Crush (2019)[13]
- Promises (with 파로아 샌더스 & 런던 교향악단) (2021)

### 사운드트랙
Reflections – Mojave Desert (2017)

### 컴필레이션
Late Night Tales: Floating Points (2019)

### EP
- Vacuum EP (2009)
- Shadows EP (2011)
- Kuiper (2016)

### 싱글
- "J&W Beat" (2009)
- "Love Me Like This" (2009)
- "For You" (2009)
- "People's Potential" / "Shark Chase" (2010)
- "Post Suite" / "Almost in Profile" (2010) (as Floating Points Ensemble)
- "Sais (Dub)" (2011)
- "Marilyn" (2011)
- "Danger" (2011)
- "Wires" (2013)
- "King Bromeliad" / "Montparnasse" (2014)
- "Sparkling Controversy" (2014)
- "Nuits Sonores" / "Nectarines" (2014)
- "Kuiper" (2016)
- "For Marmish Part II" (2016)
- "Silurian Blue" (2017)
- "Ratio" (2017)
- "LesAlpx" (2019)
- "Last Bloom" (2019)
- "Anasickmodular" (2019)
- "Bias" (2020)
- "Vocoder" (2022)
- "Grammar" (2022)
- "Problems" (2022)
- "Someone Close" (2022)